# Typha incana
Typha incana är en kaveldunsväxtart som beskrevs av Kapit. och Dyukina. Typha incana ingår i släktet kaveldun, och familjen kaveldunsväxter. Inga underarter finns listade i Catalogue of Life.